# しずかとゆかのもちつもたれつ
しずかとゆかのもちつもたれつは、アニメイトモバイルシリーズ 声優アニメイト+hm3 おしゃべり放送局で配信されていたミニラジオ番組である。

## 概要
- 配信日：毎週水曜日
- 配信期間：2006年（平成18年）2月 - 2010年（平成22年）4月
- パーソナリティー： 伊藤静、猪口有佳
- 配信サイト：声優アニメイト+hm3 おしゃべり放送局（月額 315円）

## 番組コーナー

### 番組構成
- 配信時間は約6分
- FOMAユーザーのみiモーションによるストリーミング配信が行われているが、FOMA以外の携帯電話ユーザーも電話回線による聴取が可能（別途通話料がかかる）

### 番組コーナー
- 近況報告
- おたよりのコーナー（不定期）：リスナーからのメールを元にトークを展開。
- 写真のコーナー（隔週）：パーソナリティーが携帯カメラで撮影した写真を元にトークを展開。写真担当は交互。
- お絵かきのコーナー（月1回）：リスナーからのメールを元にお絵かきをする。